# В 35 — на пенсию
«В 35 — на пе́нсию», также известен как «Ушёл в отста́вку в 35» (англ. Retired at 35) — американский ситком, созданный Крисом Кейсом и показываемый на телеканале TV Land. Главные роли исполняют Джордж Сигал, Джонатан Макклейн, Джош Макдермитт, Райан Мишель Бат, Джессика Уолтер и Марисса Джэрет Винокур. Премьера сериала состоялась 19 января 2011 года. 21 марта 2011 года шоу было продлено на второй сезон. В декабре 2012 года канал закрыл шоу после двух сезонов из-за низких рейтингов.

## Сюжет
Успешный житель Нью-Йорка по имени Дэвид (Джонатан Макклейн) решает оставить городскую жизнь в вечной спешке и хорошую работу и переехать к своему отцу (Джордж Сигал) и матери (Джессика Уолтер), которые живут на пенсии во Флориде. Он надеется воссоединиться с ними и пересмотреть свою жизнь. Ему потребуется некоторое время, чтобы жить жизнью пенсионера.

## В ролях
- Джордж Сигал — Алан Роббинс
- Джессика Уолтер — Элейн Роббинс
- Джонатан Макклейн — Дэвид Роббинс
- Джош Макдермитт — Брэндон
- Райан Мишель Бат — Джессика Сандерс
- Марисса Джэрет Винокур — Эми Роббинс
- Джордж Уайнер — Ричард
- Кристин Эберсоул — Сьюзан

## Приглашённые актёры
Питер Бонерз, Эстель Харрис, Мими Кеннеди, Марк Кристофер Лоуренс, Шелли Лонг, Крис Макдональд, Джон О’Харли, Кристина Пиклз, Джей Томас, Эшли Уильямс, Кейси Уилсон, Фред Уиллард.

## Эпизоды
| Сезон | Сезон | Эпизоды | Оригинальная дата показа | Оригинальная дата показа |
| Сезон | Сезон | Эпизоды | Премьера сезона          | Финал сезона             |
| ----- | ----- | ------- | ------------------------ | ------------------------ |
|       | 1     | 10      | 19 января 2011           | 23 марта 2011            |
|       | 2     | 10      | 26 июня 2012             | 29 августа 2012          |

### Сезон 1 (2011)
| № общий | № в сезоне | Название                                | Режиссёр    | Автор сценария                | Дата премьеры   | Произв. код | Зрители в США (млн) |
| --- | ---------- | --------------------------------------- | ----------- | ----------------------------- | --------------- | ----------- | ------------------- |
| 1 | 1          | «Pilot» «Пилотная серия»                | Энди Кадифф | Крис Кейс                     | 19 января 2011  | 101         | 2,01                |
| Дэвид Роббинс, успешный житель Нью-Йорка переезжает к своим родителям Алану и Элейн во Флориду.                                                                   |            |                                         |             |                               |                 |             |                     |
| 2 | 2          | «Hit It and Quit It» «Ударь и брось»    | Энди Кадифф | Диана Барро и Джоуи Гуитеррез | 26 января 2011  | 102         | 1,49                |
| Дэвид изо всех сил старается снова свести своих родителей, но не замечает, что они вполне довольны, занимаясь сексом без обязательств.                            |            |                                         |             |                               |                 |             |                     |
| 3 | 3          | «Rocket Man» «Астронавт»                | Энди Кадифф | Марк Райзман                  | 2 февраля 2011  | 104         | 1,43                |
| Алан ревнует Дэвида к Элейн, когда тот сопровождает мать на свидание с астронавтом. Это настолько задевает Алана, что он запрещает Дэвиду с ними встречаться.     |            |                                         |             |                               |                 |             |                     |
| 4 | 4          | «David's Room» «Комната Дэвида»         | Энди Кадифф | Крис Кейс                     | 9 февраля 2011  | 110         | 1,27                |
| Алан и Элейн воюют за внимание Дэвида, воплощая его желания о комнате каждый в своих домах.                                                                       |            |                                         |             |                               |                 |             |                     |
| 5 | 5          | «Matchmakers» «Сваты»                   | Энди Кадифф | Виктор Левин                  | 16 февраля 2011 | 106         | 1,28                |
| Дэвид и Брэндон организовывают для Алана свидание с несколькими одинокими женщинами.                                                                              |            |                                         |             |                               |                 |             |                     |
| 6 | 6          | «Stuck in the Meddle» «Ступор»          | Энди Кадифф | Эрик Уэйнберг                 | 23 февраля 2011 | 105         | 1,15                |
| Чтобы остановить свою мать от вмешательства в личную жизнь, Дэвид говорит ей, что с Лайлой дела идут неважно. Затем он вынужден соврать опять и опять...          |            |                                         |             |                               |                 |             |                     |
| 7 | 7          | «Gate Gate» «К воротам»                 | Энди Кадифф | Эрик Уэйнберг                 | 2 марта 2011    | 103         | 1,18                |
| Дэвид предлагает Алану баллотироваться в местные президенты, однако ситуация наколяется, когда Элейн тоже решает выдвинуть свою кандидатуру на этот пост.         |            |                                         |             |                               |                 |             |                     |
| 8 | 8          | «The Tell-Tale Cart» «Сигнальная лунка» | Энди Кадифф | Марк Райзмэн и Эрик Уэйнберг  | 9 марта 2011    | 107         | 1,48                |
| Алан просит Дэвида взять на себя вину за случайный удар Элейн на гольфе. Элейн остается у Алана, чтобы прийти в себя.                                             |            |                                         |             |                               |                 |             |                     |
| 9 | 9          | «Workin' Man» «Работающий человек»      | Энди Кадифф | Майк Диффенбач                | 16 марта 2011   | 108         | 1,06                |
| Дэвид устраивается на работу в агентство недвижимости Сьюзен, но оказывается, что на самом деле зарплату ему выплачивает Алан.                                    |            |                                         |             |                               |                 |             |                     |
| 10 | 10         | «Secrets and Lies» «Тайны и Ложь»       | Энди Кадифф | Крис Кейс                     | 23 марта 2011   | 109         | 1,21                |
| Алан и Элейн решают не посылать друг другу подарки на годовщину свадьбы после развода. Дэвид наконец решает рассказать Джессике, что он спал с её матерью Сьюзен. |            |                                         |             |                               |                 |             |                     |

### Сезон 2 (2012)
| № общий | № в сезоне | Название                                           | Режиссёр      | Автор сценария                                                    | Дата премьеры   | Произв. код | Зрители в США (млн) |
| ------- | ---------- | -------------------------------------------------- | ------------- | ----------------------------------------------------------------- | --------------- | ----------- | ------------------- |
| 11      | 1          | «Up North» «На север»                              | Энди Кадифф   | Кевин Эббот                                                       | 26 июня 2012    | 201         | 0,60                |
| 12      | 2          | «The Dates» «Свидания»                             | Шелли Дженсен | Настаран Дибаи                                                    | 3 июля 2012     | 207         | 0,53                |
| 13      | 3          | «Poker Face» «Покер-фэйс»                          | Энди Кадифф   | Винс Каландра                                                     | 10 июля 2012    | 202         | 0,45                |
| 14      | 4          | «The Grifters» «Кидалы»                            | Энди Кадифф   | Джоуи Гатиррез                                                    | 18 июля 2012    | 203         | 0,69                |
| 15      | 5          | «My Dinner with Alan» «Мой ужин с Аланом»          | Дэвид Трейнер | Винс Каландра                                                     | 25 июля 2012    | 208         | 0,78                |
| 16      | 6          | «The Apartment» «Квартира»                         | Шелли Дженсен | Майк Диффенбах                                                    | 1 августа 2012  | 205         | 0,56                |
| 17      | 7          | «The Break-Up» «Разрыв»                            | Шелли Дженсен | Пэт Баллард                                                       | 8 августа 2012  | 206         | 0,65                |
| 18      | 8          | «Knocked Up» «Немножко беременна»                  | Энди Кадифф   | Крис Кейс                                                         | 15 августа 2012 | 204         | 0,66                |
| 19      | 9          | «The Proposal» «Предложение»                       | Дэвид Трейнар | Крис Кейс                                                         | 22 августа 2012 | 209         | 0,75                |
| 20      | 10         | «My Best Friend's Wedding» «Свадьба лучшего друга» | Эндрю Вейман  | История: Настаран Дибаи Телесценарий: Пэт Баллард и Винс Каландра | 29 августа 2012 | 210         | 0,82                |